# 다이렉트뮤직
다이렉트뮤직(DirectMusic)은 음악과 사운드 효과를 구성하고 재생할 수 있으며 재생 방식에 대한 유연한 대화형 제어를 제공하는 마이크로소프트 DirectX API의 구식 구성 요소이다. 구조적으로 다이렉트뮤직은 다이렉트사운드 위에 구축된 높은 수준의 개체 집합으로, 프로그래머가 다이렉트사운드만큼 낮은 수준을 얻을 필요 없이 사운드와 음악을 재생할 수 있다. 다이렉트사운드를 사용하면 디지털 사운드 샘플을 캡처하고 재생할 수 있는 반면 다이렉트뮤직은 메시지 기반 음악 데이터를 사용하여 작동한다. 음악은 하드웨어, Microsoft GS Wavetable SW Synth 또는 사용자 정의 신디사이저에서 합성될 수 있다.

## 같이 보기
- 다이렉트사운드
- MIDI
- 크로스 플랫폼 오디오 크리에이션 툴